# William T. Sexton

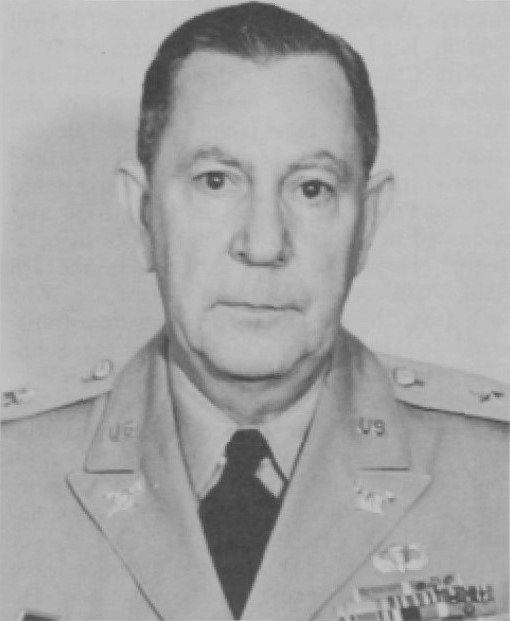
William T. Sexton

William Thaddeus Sexton (* 3. September 1901 in Leavenworth, Leavenworth County, Kansas; † 22. Juni 1983 in San Antonio, Bexar County, Texas) war ein Generalmajor der United States Army. Er war unter anderem Kommandeur der 5. Infanteriedivision.
William Sexton war ein Sohn von James William Sexton und dessen Frau Fannie, geborene Davis. Er studierte zunächst an der University of Kansas. In den Jahren 1920 bis 1924 durchlief er dann die United States Military Academy in West Point. Nach seiner Graduation wurde er als Leutnant der Feldartillerie zugeteilt. In der Armee durchlief er anschließend alle Offiziersränge vom Leutnant bis zum Zwei-Sterne-General.
Im Lauf seiner militärischen Karriere absolvierte Sexton verschiedene Kurse und Schulungen. Dazu gehörten unter anderem die Field Artillery School, eine Fallschirmspringerschule und das Command and General Staff College.
In seinen jüngeren Jahren absolvierte er den für Offiziere in den niederen Rangstufen üblichen Dienst in verschiedenen Einheiten und Standorten. Dazu gehörten auch Aufgaben als Stabsoffizier in verschiedenen Hauptquartieren. In den Jahren 1936 bis 1939 war er Dozent für Geschichte an der Militärakademie in West Point. Damals veröffentlichte er das Buch Soldiers in the sun: An adventure in imperialism, das sich mit dem Philippinisch-Amerikanischen Krieg (1899–1902) befasste.
Zwischen 1940 und Januar 1944 war Sexton in verschiedenen Funktionen Stabsoffizier im Kriegsministerium. In diese Zeit fiel der amerikanische Eintritt in den Zweiten Weltkrieg. Ab dem 22. Juni 1944 kommandierte er die Artillerie der 3. Infanteriedivision. Diese war auf dem europäischen Kriegsschauplatz zunächst in Italien eingesetzt, nahm dann an der alliierten Landung in Südfrankreich teil und marschierte das Rhonetal hinauf, überquerte die Vogesen und erreichte den Rhein bei Straßburg. Dann stieß sie bis zum Westwall vor. Später war die Division auch an der Eroberung des Saarlands und der Pfalz beteiligt. Im weiteren Kriegsverlauf überquerte sie den Rhein und stieß weit nach Deutschland bis nach Berchtesgaden vor. Sexton behielt seinen Posten als Kommandeur der Divisionsartillerie bis zum Jahr 1946.
In den Jahren 1946 bis 1948 war er amerikanischer Militärattaché im Iran. Anschließend gehörte er bis 1951 als Director of Extension Course dem Stab des Command & General Staff Colleges in Fort Leavenworth an. Danach kommandierte er für einige Monate die Artillerie der 82. Luftlandedivision.  Es folgte eine Versetzung zum Presidio bei San Francisco. Dort war Sexton zwischen 1951 und 1954 Stabschef der 6. Armee.
Nach dem Ende dieser Aufgabe wurde er nach Pakistan versetzt, wo er bis 1955 die dortige amerikanische Beratergruppe für dieses Land leitete. Am 1. Juli 1955 übernahm er das Kommando über die in Deutschland stationierte 5. Infanteriedivision, das er bis zum 28. Februar 1956 behielt. Danach war er bis August des gleichen Jahres stellvertretender Generalinspekteur des US-Heeres (Deputy Inspector-General of the Army). Danach schied er aus dem aktiven Militärdienst aus.
William Sexton starb am 22. Juni 1983 in San Antonio in Texas und wurde auf dem amerikanischen Nationalfriedhof Arlington beigesetzt.

## Orden und Auszeichnungen
William Sexton erhielt im Lauf seiner militärischen Laufbahn unter anderem folgende Auszeichnungen:
- Legion of Merit
- Bronze Star Medal
- Orden der Ehrenlegion
- Kriegskreuz (Frankreich)
- Bogdan-Chmelnizki-Orden (Sowjetunion)